# Hochbahngesellschaft

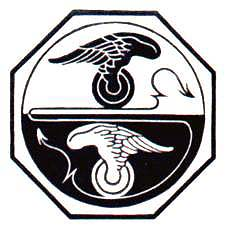
Ab 1907 verwendetes Logo der Hochbahngesellschaft

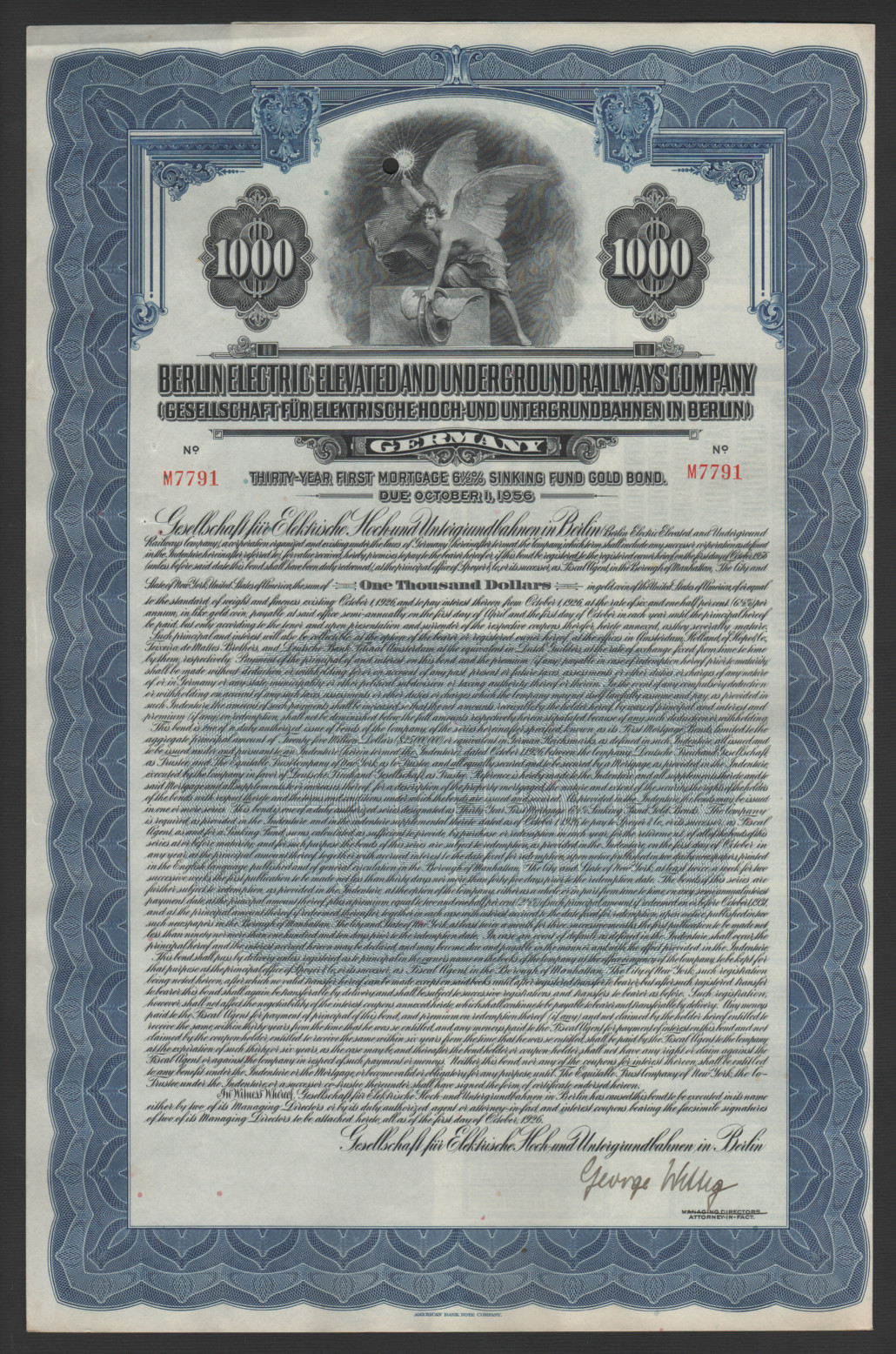
Goldbond der Gesellschaft für elektrische Hoch- und Untergrundbahnen in Berlin vom 1. Oktober 1926

Entwicklungsdaten der Hochbahngesellschaft

Hochbahngesellschaft war der selbstgewählte Kurztitel der Gesellschaft für elektrische Hoch- und Untergrundbahnen in Berlin, die 1897 gegründet und 1929 liquidiert wurde. Sie wurde für den Bau und den Betrieb der Berliner Hoch- und Untergrundbahn als Tochtergesellschaft von Siemens & Halske und der Deutschen Bank gegründet. Neben dem Betrieb auf dem eigenen Streckennetz führte die Hochbahngesellschaft auch den Betrieb auf der Schöneberger Untergrundbahn, der Wilmersdorf-Dahlemer Untergrundbahn, der Berliner Nordsüdbahn und kurzzeitig auf den bereits eröffneten Abschnitten der GN-Bahn durch. 
Hinzu kamen die als Flachbahn bezeichnete Straßenbahnlinie der Hochbahngesellschaft, die vom U-Bahnhof Warschauer Brücke mit zeitlich aufeinanderfolgend verschiedener Linienführung nach Friedrichshain und Lichtenberg verkehrte, sowie zwei Omnibuslinien.

## Geschichte
Die Hochbahngesellschaft wurde am 1. April 1897 für den Bau und den Betrieb der Berliner Hoch- und Untergrundbahn als Tochtergesellschaft von Siemens & Halske und der Deutschen Bank gegründet. 
Um zu einem einheitlichen kommunalen Verkehrsangebot zu kommen, erwarb die Stadt Berlin 1926/1927 die Aktienmehrheiten an den verschiedenen Verkehrsunternehmen, so auch der Hochbahngesellschaft. Eine Fusion der Unternehmen hätte jedoch dazu geführt, dass weiterhin Privataktionäre Anteile an der neuen Gesellschaft gehalten hätten, was wiederum die Befreiung von der Körperschaft- und Vermögensteuer verhindert hätte. Deshalb wurde der Weg der Veräußerung und Liquidation gewählt. Zum 1. Januar 1929 verkaufte die Hochbahngesellschaft ihre Anlagen und Fahrzeuge an die neu gegründete städtische Berliner Verkehrs-A.G., die heutigen Berliner Verkehrsbetriebe. Die Liquidation der Hochbahngesellschaft dauerte bis 1931.
Über die gesamte Dauer ihres Bestehens wurde die Hochbahngesellschaft von Paul Wittig geleitet; anfangs als alleiniger Vorstand, später als Vorsitzender eines mehrköpfigen Vorstandes.